# Chromogobius
Chromogobius là một chi của Họ Cá bống trắng. Đây là loài đặc hữu của vùng Đại Tây Dương, Đại Trung Hải và Biển Đen.

## Các loài
Chi này hiện hành có các loài sau đây được ghi nhận:
- Chromogobius britoi Van Tassell, 2001 (Brito's goby)
- Chromogobius quadrivittatus (Steindachner, 1863) (Chestnut goby)
- Chromogobius zebratus (Kolombatović, 1891) (Kolombatovic's goby)